# Clubiona bonicula
Clubiona bonicula este o specie de păianjeni din genul Clubiona, familia Clubionidae, descrisă de Ono, 1994.
Este endemică în Taiwan. Conform Catalogue of Life specia Clubiona bonicula nu are subspecii cunoscute.